# Bebryce parastellata
Bebryce parastellata is een zachte koraalsoort uit de familie Plexauridae. De koraalsoort komt uit het geslacht Bebryce. Bebryce parastellata werd voor het eerst wetenschappelijk beschreven door author unknown. 